# Lucas Fels
Lucas Fels (* 1962 in Lörrach) ist ein deutscher Cellist und Hochschullehrer. 

## Leben
Fels studierte in Freiburg bei Christoph Henkel, in Amsterdam bei Anner Bijlsma und in Fiesole bei Amadeo Baldovino. Er spielte Uraufführungen von unter anderem Wolfgang Rihm (Styx und Lethe, 1998), Walter Zimmermann (Subrisio Saltat, 2003), Sebastian Claren (After Blinky Palermo, 2002), Mathias Spahlinger (Lamento, protokoll, 2013). 1985 initiierte er die Gründung des ensemble recherche, seit 2006 ist er Mitglied im Arditti Quartett.
Fels unterrichtet seit 2013 an der Musikhochschule Frankfurt am Main als Professor für „Interpretatorische Praxis und Vermittlung neuer Musik“ und war von 1998 bis 2004 Dozent bei den Darmstädter Ferienkursen.
Fels spielt auf einem Violoncello von Florenus Guidantus, Bologna 1730.